# Aloe arborescens
Aloe arborescens é uma espécie de Aloé, pertencente à família Xanthorrhoeaceae. Também é conhecida por Aloe do Natal, por ter suas flores nascendo no inverno, as
suas folhas suculentas que, quando cortadas, escudam uma goma (como grande parte dos aloes).
Apesar de arborescens significar "com a forma de uma árvore", nunca assume o formato de uma árvore, apresentando-se apenas como um maciço de plantas em que os rebentos mais novos vão empurrando os mais velhos, embora esta espécie possa chegar a três ou quatro metros de altura.

## Descrição
Aloe arborescens é um grande suculento de várias cabeças, seu nome específico que indica que às vezes atinge o tamanho de árvore. Altura típica para esta espécie 2-3 metros de altura. Suas folhas são suculentas e verdes com uma ligeira tonalidade azul. Suas folhas estão armadas com pequenas espinhas ao longo de suas bordas e estão dispostas em rosetas situadas no final dos ramos. As flores são organizadas em um tipo de inflorescência chamada racemo. Os racemos não são ramificados, mas dois a vários podem brotar de cada roseta. As flores são de forma cilíndrica e apresentam uma cor vermelha / laranja vibrante.
Taxonomicamente, faz parte da série Arborescentes de espécies Aloe estreitamente relacionadas, juntamente com Aloe pluridens e Aloe mutabilis.

## Distribuição
Aloe arborescens é endêmico da parte suleste de África do Sul. Especificamente, esta gama inclui os países de África do Sul, Malaui, Moçambique e Zimbabue.
Tem a terceira maior distribuição entre o gênero de aloe. Embora Aloe arborescens se tenha adaptado a muitos habitats diferentes, seu habitat natural geralmente consiste em áreas montanhosas, incluindo afloramentos rochosos e cumes expostos. Seu habitat pode variar e é uma das poucas espécies de aloe que se encontra crescendo do nível do mar até o topo das montanhas.

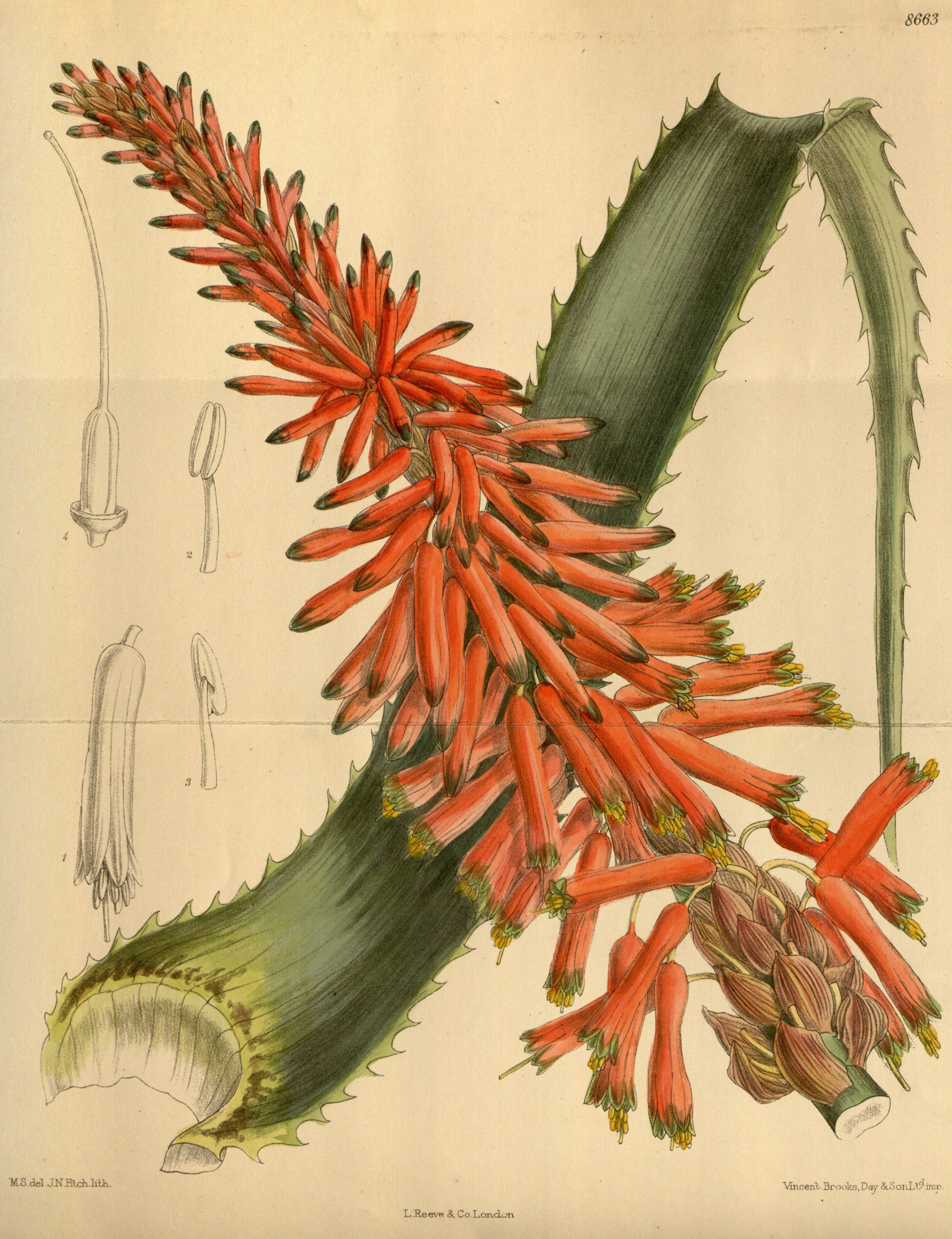
Habitat típico da Aloe arborescens

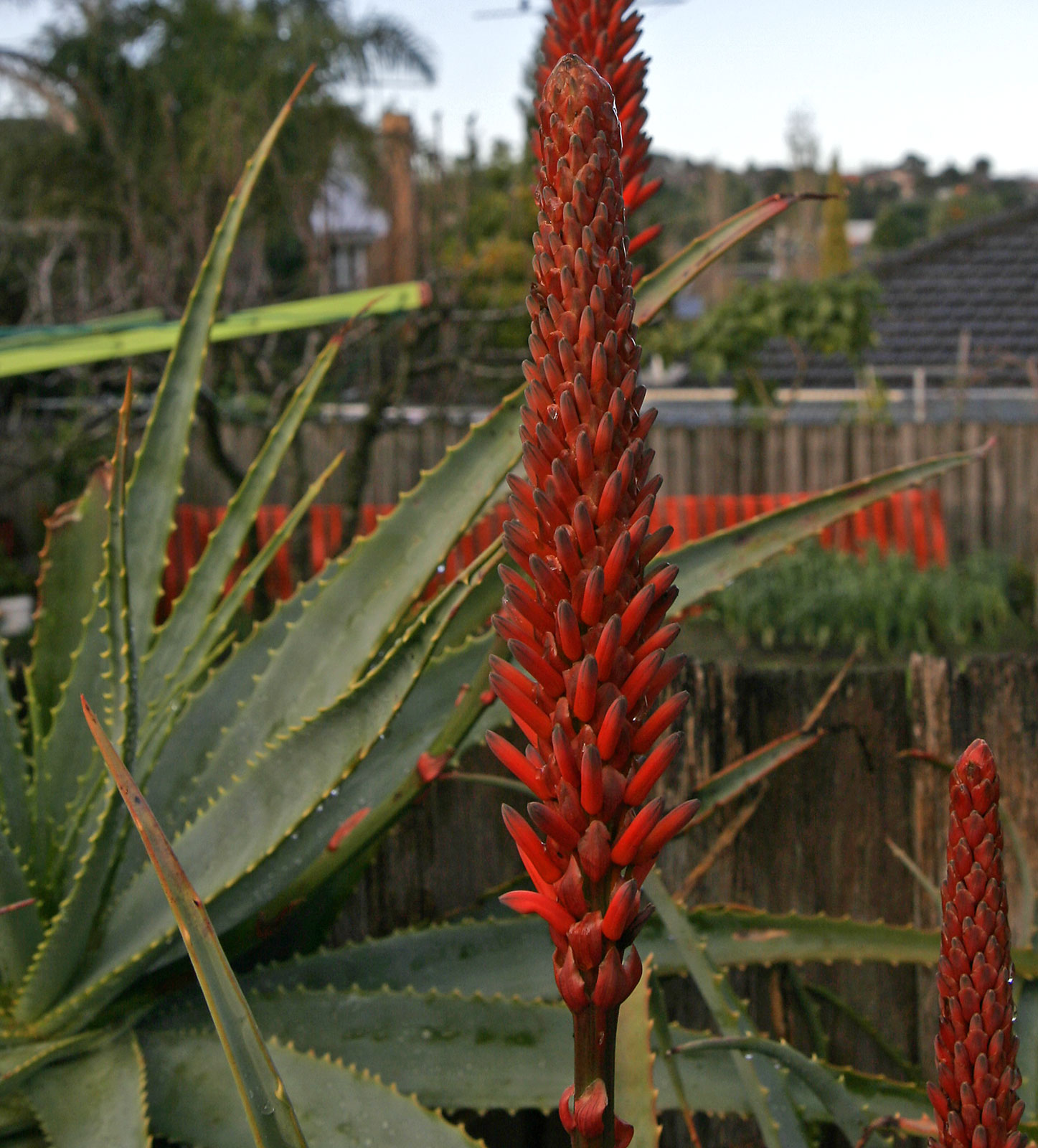
Aloe arborescens em floração

É uma espécie muito cultivada, sobretudo em jardins ou bermas de estrada, devido ao tamanho que atinge e ao diâmetro da sua rosácea simples (1,5 metros) que o leva a ser difícil de ter em vasos ou dentro de casa. No entanto, como todos os aloes, sabe-se adaptar ao tipo de terreno e à luz e água disponíveis.

## Cultivo

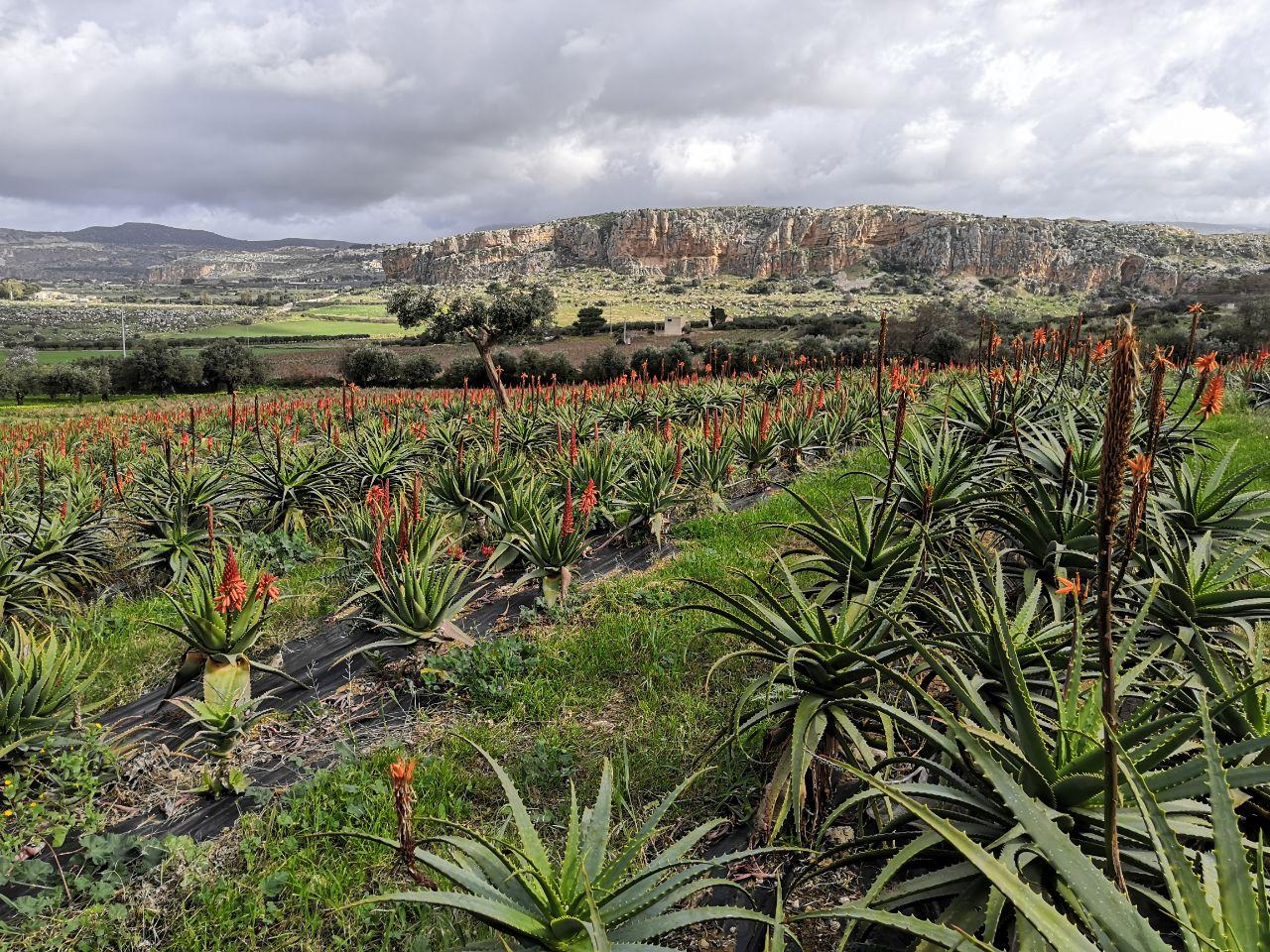
Aloe arborescens cultivo

Aloe arborescens  é valorizado pelos jardineiros por suas qualidades arquitetônicas, suas folhas verdes suculentas, flores coloridas e vibrantes e florescer no inverno. O doce néctar atrai pássaros, borboletas e abelhas. Com uma temperatura mínima de 10 °C, em regiões temperadas é cultivada em estufa. A cultivar ' A.arborescens 'Variegata' ganhou o Prêmio de mérito do jardim da Royal Horticultural Society .
Na África Austral,  Aloe arborescens  é tradicionalmente plantada em torno de kraals (gabinetes de estoque domésticos) como uma cerca viva ou cerca de segurança. Muitas vezes acontece que a posição dos kraals antigos ainda pode ser vista muitos anos depois de serem abandonados, porque os aloés persistem.
Este aloe é facilmente propagado por estacas.

## Estudos Pré-clínicos
Em um estudo de laboratório conduzido por Jia et al., As feridas foram induzidas em cobaias de laboratório (ratos e coelhos) e a polpa de Aloe arborescens foi aplicada às feridas. Os resultados mostraram que as taxas de cicatrização foram melhoradas em feridas tratadas com Aloe arborescens. De acordo com o estudo, as aplicações do extrato Aloe arborescens "tenderam a reduzir significativamente a gravidade da ferida com respeito ao tratamento salino". O estudo descobriu que Aloe arborescens pode ser usado para reduzir o crescimento microbiano. O estudo descobriu que a aplicação "efetivamente inibiu o crescimento bacteriano para quatro bactérias durante o período de observação do tempo".
Os resultados do laboratório mostram que A. arborescens inibe a proliferação celular de mieloma de ratos.